# Josh Hennessy
Pour les articles homonymes, voir Hennessy (homonymie).
Joshua Hennessy (né le 7 février 1985 à Brockton, Massachusetts aux États-Unis) est un joueur professionnel américain de hockey sur glace.

## Carrière
Licencié de la Ligue de hockey junior majeur du Québec, il fit l'un des meilleurs marqueurs des Remparts de Québec lors de ses quatre saisons passé avec l'équipe. Il participa entre autres au tournoi de la Coupe Memorial en 2003 alors que les Remparts était l'équipe hôte. Lors de ses deux dernières saisons avec l'équipe, il fut nommé capitaine.
Après avoir été repêché en 2003 par les Sharks de San José, il rejoint l'organisation au début de la saison 2005-2006. Il passera alors toute la saison dans la Ligue américaine de hockey, avec les Barons de Cleveland, qui était le club-école des Sharks. Il fut par la suite échangé aux Blackhawks de Chicago, mais ce fut de courte durée car le lendemain de cette transaction, les Hawks l'envoyèrent aux Sénateurs d'Ottawa.C'est avec ces derniers qu'il fit ses débuts dans la Ligue nationale de hockey en 2006-2007, y jouant 10 parties, marquant aussi son premier but dans la ligue.
En vue de la saison 2010-2011, il s'engage en faveur du club suisse du HC Lugano.

## Statistiques
| Saison     | Équipe                 | Ligue          |    | Saison régulière | Saison régulière | Saison régulière | Saison régulière | Saison régulière |   | Séries éliminatoires | Séries éliminatoires | Séries éliminatoires | Séries éliminatoires | Séries éliminatoires |
| Saison     | Équipe                 | Ligue          | PJ | B                | A                | Pts              | Pun              | PJ               | B | A                    | Pts                  | Pun                  |                      |                      |
| 2000-2001  | Milton Academy         | HS             | 28 | 20               | 30               | 50               | 20               | -                | - | -                    | -                    | -                    |                      |                      |
| 2001-2002  | Remparts de Québec     | LHJMQ          | 72 | 33               | 51               | 84               | 44               | 11               | 6 | 9                    | 15                   | 10                   |                      |                      |
| 2002-2003  | Remparts de Québec     | LHJMQ          | 72 | 33               | 51               | 84               | 44               | 11               | 6 | 9                    | 15                   | 10                   |                      |                      |
| 2002-2003  | Remparts de Québec     | Coupe Memorial | -  | -                | -                | -                | -                | 3                | 0 | 4                    | 4                    | 4                    |                      |                      |
| 2003-2004  | Remparts de Québec     | LHJMQ          | 59 | 40               | 42               | 82               | 55               | -                | - | -                    | -                    | -                    |                      |                      |
| 2004-2005  | Remparts de Québec     | LHJMQ          | 68 | 35               | 50               | 85               | 39               | 13               | 2 | 9                    | 11                   | 6                    |                      |                      |
| 2005-2006  | Barons de Cleveland    | LAH            | 80 | 24               | 39               | 63               | 60               | -                | - | -                    | -                    | -                    |                      |                      |
| 2006-2007  | Senators de Binghamton | LAH            | 76 | 27               | 30               | 57               | 54               | -                | - | -                    | -                    | -                    |                      |                      |
| 2006-2007  | Sénateurs d'Ottawa     | LNH            | 10 | 1                | 0                | 1                | 4                | -                | - | -                    | -                    | -                    |                      |                      |
| 2007-2008  | Sénateurs d'Ottawa     | LNH            | 5  | 0                | 0                | 0                | 0                | -                | - | -                    | -                    | -                    |                      |                      |
| 2007-2008  | Senators de Binghamton | LAH            | 76 | 22               | 29               | 51               | 49               | -                | - | -                    | -                    | -                    |                      |                      |
| 2008-2009  | Senators de Binghamton | LAH            | 59 | 20               | 17               | 37               | 26               | -                | - | -                    | -                    | -                    |                      |                      |
| 2008-2009  | Sénateurs d'Ottawa     | LNH            | 1  | 0                | 0                | 0                | 0                | -                | - | -                    | -                    | -                    |                      |                      |
| 2009-2010  | Senators de Binghamton | LAH            | 78 | 30               | 38               | 68               | 26               | -                | - | -                    | -                    | -                    |                      |                      |
| 2009-2010  | Sénateurs d'Ottawa     | LNH            | 4  | 0                | 0                | 0                | 0                | -                | - | -                    | -                    | -                    |                      |                      |
| 2010-2011  | HC Lugano              | LNA            | 36 | 9                | 10               | 19               | 22               | -                | - | -                    | -                    | -                    |                      |                      |
| 2011-2012  | Bruins de Providence   | LAH            | 69 | 19               | 22               | 41               | 22               | -                | - | -                    | -                    | -                    |                      |                      |
| 2011-2012  | Bruins de Boston       | LNH            | 3  | 0                | 0                | 0                | 2                | -                | - | -                    | -                    | -                    |                      |                      |
| 2012-2013  | Vitiaz Tchekhov        | KHL            | 48 | 11               | 14               | 25               | 53               | -                | - | -                    | -                    | -                    |                      |                      |
| 2013-2014  | HK Vitiaz              | KHL            | 19 | 1                | 7                | 8                | 10               | -                | - | -                    | -                    | -                    |                      |                      |
| 2013-2014  | Kloten Flyers          | LNA            | 1  | 0                | 0                | 0                | 0                | 6                | 1 | 3                    | 4                    | 0                    |                      |                      |
| 2014-2015  | Neftekhimik Nijnekamsk | KHL            | 27 | 2                | 6                | 8                | 20               | -                | - | -                    | -                    | -                    |                      |                      |
| 2014-2015  | Växjö Lakers HC        | SHL            | 20 | 5                | 8                | 13               | 12               | 18               | 2 | 6                    | 8                    | 8                    |                      |                      |
| 2015-2016  | Växjö Lakers HC        | SHL            | 52 | 8                | 8                | 16               | 40               | 9                | 0 | 1                    | 1                    | 33                   |                      |                      |
| 2016-2017  | Växjö Lakers HC        | SHL            | 51 | 3                | 9                | 12               | 16               | 6                | 0 | 1                    | 1                    | 6                    |                      |                      |
| 2017-2018  | Bruins de Providence   | LAH            | 52 | 10               | 7                | 17               | 18               | -                | - | -                    | -                    | -                    |                      |                      |
| Totaux LNH | Totaux LNH             | Totaux LNH     | 23 | 1                | 0                | 1                | 6                | -                | - | -                    | -                    | -                    |                      |                      |

## Transactions
- 9 juillet 2006 : échangé aux Blackhawks de Chicago par les Sharks de San José avec Tom Preissing en retour de Mark Bell.
- 10 juillet 2006 : échangé aux Sénateurs d'Ottawa par les Blackhawks de Chicago avec Michal Barinka, Tom Preissing et un choix de 2e ronde (Patrick Wiercioch) lors du repêchage d'entrée dans la LNH en 2008 en retour de Martin Havlát et de Bryan Smolinski.